# HX Velorum
HX Velorum eller HD 74455, är en trippelstjärna i den mellersta delen av stjärnbilden Seglet. Den har en högsta skenbar magnitud av ca 5,48 och är svagt synlig för blotta ögat där ljusföroreningar ej förekommer. Baserat på parallax enligt Gaia Data Release 3 på ca 0,95 mas, beräknas den befinna sig på ett avstånd på ca 3 400 ljusår (1 100 parsek) från solen. Den rör sig bort från solen med en heliocentrisk radialhastighet på ca 42 km/s.

## Observation

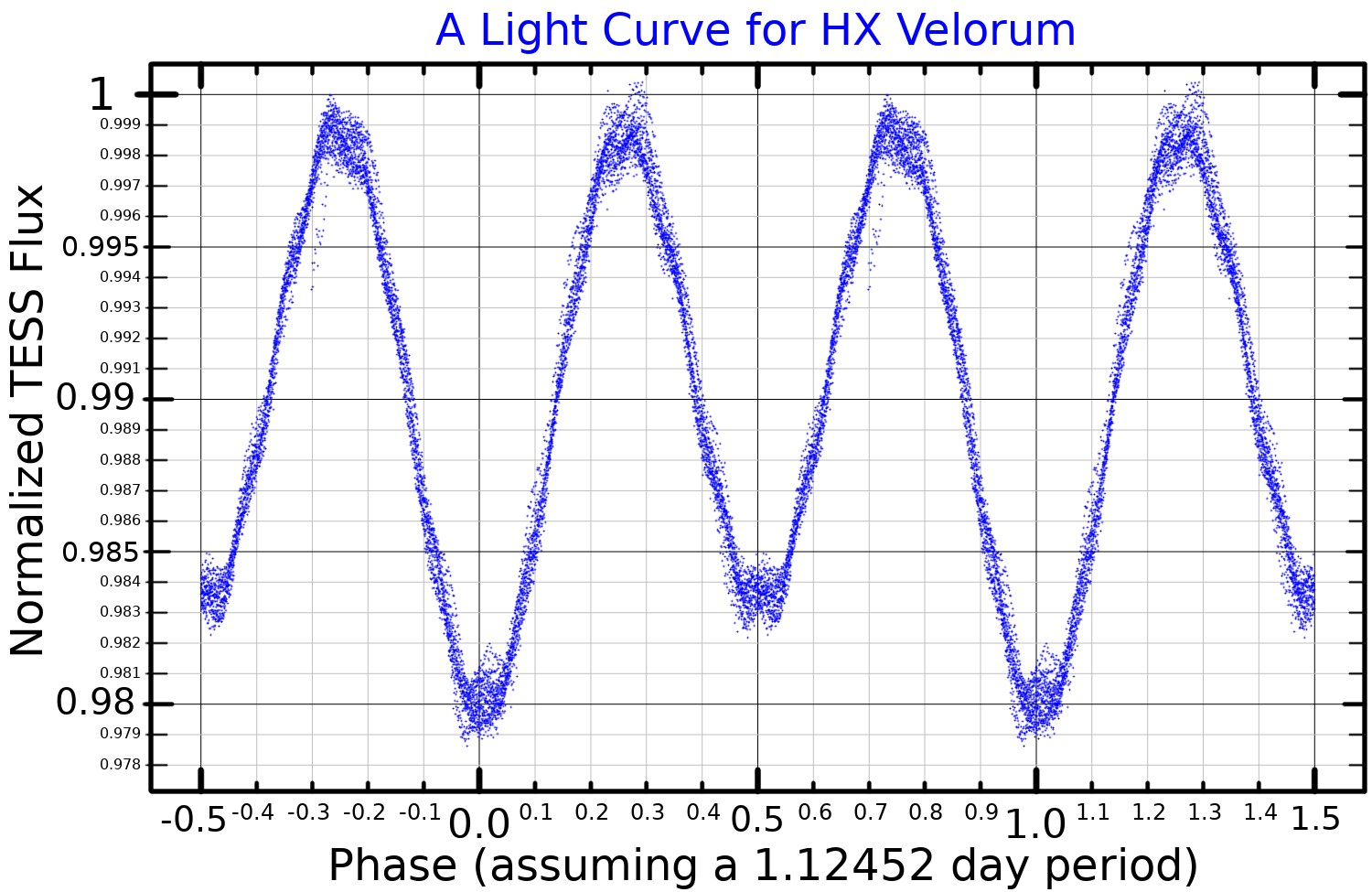
Ljuskurva för HX Velorum, anpassad från NASA:s TESS-data

År 1981 tillkännagav Robert Shobbrook, baserat på observationer som gjordes 1976, att HD 74455 är en variabel stjärna. Han klassade den korrekt som en ellipsoidisk variabel, men perioden han härledde, 0,56205 ± 0,00005 dygn, var en faktor två för kort eftersom hans data inte tillät honom att skilja mellan primärstjärnans och följeslagarens minima i ljuskurvan. Den fick 1980 variabelbeteckningen HX Velorum. År 1983 publicerade Christoffel Waelkens och Frédy Rufener den korrekta variabilitetsperioden, 1,124 dygn. Nu (2017) gällande data är ztt ljusstyrka varierar något från magnituden 5,48 till 5,53.

## Egenskaper
Primärstjärnan HX Velorum Aa är en blå stjärna i huvudserien av spektralklass B1.5 V. Den har en massa som är ca 8,5 solmassor, en radie på ca 5,0 solradier och utsänder från dess fotosfär energi motsvarande ca 8 700 gånger solen vid en effektiv temperatur av ca 25 000 K.
HX Velorum är en trippelstjärna som består av ett par (komponenter A, magnitud 5,5 och B, magnitud 8,28) separerade med 0,5 bågsekunder. Komponent A är i sig ett snäv dubbelstjärna (komponenterna Aa och Ab). Systemets ljusstyrkevariation orsakas av de ellipsoidala Aa- och Ab-komponenterna som kretsar kring varandra.
Följeslagaren HX Velorum Ab är en röd dvärgstjärna i huvudserien av spektralklass M4 V. Den har en massa som är ca 5,4 solmassor, en radie på ca 3,1 solradier och utsänder från dess fotosfär energi motsvarande 1 400 gånger solen vid en effektiv temperatur av ca 20 000 K.